# Mohácsi Lajos (játékvezető)
Mohácsi Lajos (Zagyvapálfalva, 1935. április 12. – 2017. május 13.) magyar nemzeti labdarúgó-játékvezető.

## Pályafutása
1948-ban Salgótarjánban kezdte a labdarúgó játékot, a Bányagépgyár csapatában. Kapusként sok szép évet töltött az egyesületnél, a megyei első osztályban és az NB III-ban. Az aktív játékot 1963-ban befejezte. Korán felismerte, hogy labdarúgó pályafutása nem fog kiemelkedő lenni.
Játékvezetésből 1963-ban Balassagyarmaton vizsgázott. A Nógrád megyei bajnokságokat követte az NB III. A legtöbb mérkőzést Budapesten az Elektromos SE Népfürdő utcai Stadionjában vezette. Továbblépését Papp Árpád, az akkori NB III-as Játékvezetői Bizottság (JB) elnök támogatásának köszönhette. Az Magyar Labdarúgó-szövetség JB minősítésével NB II-es, majd 1971-től NB I-es bíró. Első NB I-es mérkőzésén Major István volt az ellenőre. Küldési gyakorlat szerint rendszeres partbírói szolgálatot is végzett. A kor elvárása szerint a küldés szerinti egyes számú partbíró játékvezetői sérülésnél átvette a mérkőzés irányítását.  A nemzeti játékvezetéstől 1982-ben visszavonult. NB I-es mérkőzéseinek száma: 158
| Időpont            | Helyszín                    | Mérkőzés típusa          | Mérkőzés                  | Eredmény | Nézők száma |
| ------------------ | --------------------------- | ------------------------ | ------------------------- | -------- | ----------- |
| 1971. április 18.  | Dunaferr Aréna, Dunaújváros | első NB I-es mérkőzése   | Dunaújvárosi Kohász–SZEOL | 2 – 4    | 1000        |
| 1982. november 20. | Kispesti Stadion, Budapest  | utolsó NB I-es mérkőzése | Bp. Honvéd SE–MTK-VM      | 1 – 0    | 5000        |

Palotai Károly egyik partbírójaként 16-szor járt külföldön. Több nemzetek közötti válogatott, valamint Kupagyőztesek Európa-kupája és Bajnokcsapatok Európa-kupája klubmérkőzésen segítette az oldalvonal mellől. A magyar ifjúsági válogatottal játékvezetőként három hétig volt Észak-Koreában..
1983-tól a Nógrád megyei Labdarúgó-szövetség JB oktatásvezetője, majd 1988-tól elnöke volt. 2001-ben Marcsok Jánosnak adta át a vezetést. Tiszteletbeli elnökként tovább folytatta sportmunkáját. Az MLSZ JT országos ellenőri keret tagja. 1969-ben a megye legjobb játékvezetőjének választották, és az akkori Nógrád megyei JB elnökétől, Csala Andortól gyönyörű kristályvázát kapott. Pályafutása alatt háromszor volt az "Év Játékvezetője". Munkája elismeréséül 2009-ben átvehette a Nógrád megyei önkormányzat által alapított  Bérczy Károly Sportdíjat.
Fia, Lajos labdarúgó is játékvezető lett. Bernadett unokája 26 éves, a TF-n végzett, elvégezte a játékvezetői vizsgát, jelenleg az NB I-es női bajnokságban működik. Egy mérkőzésen – a Magyargéc–Ferencváros öregfiúk találkozón – hárman működtek közre. Nagyon büszke arra, hogy az országban egyedüli családként mindhárman az NB I-es keretben működhettek.